# Marmosa robinsoni
Marmosa robinsoni (Мармоза Робінсона) — вид ссавців з родини Опосумові (Didelphidae).

## Поширення
Країни поширення: Колумбія; Гренада; Панама; Тринідад і Тобаго; Венесуела. Види займає різноманітні місця проживання від рівня моря до 2600 м над рівнем моря, в тому числі рівнинні й гірські вологі ліси, рівнинні сухі ліси, мангрові ліси, савани і сухі чагарники.

## Морфологія
Довжина голови й тіла: 110–157 мм; хвіст: 135–183 мм; задні ступні: 18–23 мм; вуха: 20–24. Самці більші. Хутро світло-коричневе на верхніх частинах тіла й прагне бути білим — на нижніх. Навколо очей хутро чорне. Число хромосом: 2n=14 FN=24.

## Стиль життя
Вид зазвичай з'являється на заході сонця й активний з перервами до сходу сонця. Активність зазвичай починається з догляду за собою із зверненням особливої уваги на обличчя і писок. Вид солітарний в дикій природі. У неволі формують соціальну ієрархію. Споживає фрукти й комах на деервах на лозі й на землі.
Вагітність триває 30–40 днів. Самиця будує гніздо з листя. Від народження й до 5-тижневого віку вона доглядає дитя постійно. Очі в дітей відкриваються на 39 чи 40 день, у 40–50 днів вони залишаються в гнізді поки мати шукає провіант. Молодь годується молоком 65 днів і незабаром після цього починає самостійне життя.

## Загрози та охорона
Нема серйозних загроз цьому виду. Цей вид зустрічається в ряді охоронних територій у всьому діапазоні поширення.